# Brad Fleming
Pas d'image ? Cliquez ici

a Compétitions nationales et continentales officielles uniquement.

b Matchs officiels uniquement.
Dernière mise à jour le 18 juillet 2022.
Brad Fleming, né le 26 janvier 1976, est un joueur de rugby à XV néo-zélandais ayant évolué au poste d'ailier.
Il mesure 1,80 m pour 88 kg.

## Palmarès

### En club
- Vainqueur de la National Provincial Championship en 1997 et en 2000.

### En équipe nationale
- Vainqueur de l'épreuve de rugby à sept des Jeux du Commonwealth de 2002.